# Jean-Michel M'Bono
Jean-Michel M'Bono   (Brazzaville, 27 de gener de 1946) fou un futbolista de la República del Congo de les dècades de 1960 i 1970.
Fou internacional amb la selecció de futbol de la República del Congo.
Pel que fa a clubs, destacà a Étoile du Congo, on fou bota d'or africana el 1972.
Un cop retirat fou President de la Federació Congolesa de Futbol el 2010.